# Траверса
Траверса или траверс (на френски: traverse, производно от глагола traverser – пресичам, прекосявам, преминавам), е многозначен термин.

## Във военното дело
Във военно-инженерното дело означава преграда, част от окоп и пред входа на фортификационно съоръжение за защита на личния състав на войската от поражение при обстрел с куршуми или шрапнели от атака от артилерия.
Във военното корабостроене под траверс се разбира леко бронирано прикритие на важните елементи на кораба, представляващо напречна на надлъжната ос на кораба преграда от броня (корабна броня), например за защита на батарейната палуба от проходно попадение, където и един изстрел би могъл да унищожи всички оръдия на нея.

## В железниците
Траверса се нарича дървена греда, железен или стоманобетонен блок, свързващ и поддържащ релсите на железопътна линия. Тя изпълнява много функции: поддържа точно междурелсието; разпределя натоварването от подвижния състав, осигурява устойчивост на железния път и т.н.

### Дървени
Траверсите, използвани при построяването на железопътен участък са стандартизирани. Изработените от дърво траверси, трябва да са с дължина 250 см, 25 см ширина и 15 см височина. Трябва да са прави, здрави, без чепове, кухини, дупки, червояди и гнилости.
Изработват се от дъб, лиственица, бук и бор. Грижите за увеличаване на дълготрайността на дървените траверси е в определяне момента на изсичане на дървесината. Голямо значение от гледна точка на напукването има и режима на изсушаване. Най-добре е изсичането да става между ноември и март. Тогава циркулацията на хранителните сокове е най-слаба, поради което съхненето става равномерно и опасността от запарване и загниване е минимална.
Против напукване на дървените траверси в челата на траверсите се забиват 'S' образни скоби, веднага след изработването им.
Траверсите се бандажират (обвързват) с бандажи от тел и плоско желязо на 15 – 20 см. от челата, като предварително се стягат с механични и хидравлични устройства. Най-важното мероприятие за увеличаване трайността е импрегнирането им с антисептични средства (креозот), което може да се прави по 2 начина – дифузно и под налягане.

### Стоманобетонни
С увеличаването на скоростите и масата на возилата се увеличава и масата на траверсите, които започват да се изработват по метод, осигуряващ по-голяма здравина, ниска себестойност и намалено време за изработка. Така започват да се произвеждат железопътни траверси от железобетон.
Произвеждат се в град Свищов от напрегнат стоманобетон, като тежестта им е 260 кг. Дължината им е 2,50 м.
Биват 4 вида:
- двублочни – във Франция, Мексико, Аржентина и други страни; имат 4 чела – 2 в едната посока и 2 в другата, като действат много добре с челата срещу страничните колебания; недостатък при тях е, че имат различно пропадане.
- двустранни, моноблок – СТ-1, СТ2, СТ3 (наричани „Лястовича опашка“) и СТ 4, СТ 4Т и СТ 6 като най-използвани са СТ3 и СТ4.

За да се избегне нежеланият шум и вибрации и да се увеличи съпротивлението срещу надлъжно изместване, между релсата и траверсата от стоманобетон се поставя гумена подложка.

### Железни
Железните траверси не намират приложение в днешните времена, защото са електропроводими, бързо корозират, имат висока себестойност и са икономически неизгодни. Използват се в минната дейност.